# Фентон, Тед
Эдвард Фентон (англ. Edward Fenton; 7 ноября 1914, Forest Gate, Большой Лондон — 12 июля 1992, Англия) — английский футболист, полузащитник, тренер.

## Карьера

### «Вест Хэм Юнайтед»
Фентон, будучи школьником, был забивным бомбардиром и присоединился к школьному составу «Вест Хэма» и выиграл кубок школьников в составе сборной Англии, обыграв Шотландию на стадионе «Айброкс» в 1929 году. Он дебютировал за «Вест Хэм» в 1932 году и регулярно играл до начала Второй мировой войны. Он пошел в армию и служил инструктором в Северной Африке и Бирме. В основном, Тед играл на позиции вингера, и, в итоге, сыграл 179 матчей и забил 19 голов за «молотов». Эдвард также сыграл 204 матча и забил 44 мяча в соревнованиях, во время Второй мировой войны.